# Ambérieux
Ambérieux ist eine französische Gemeinde  mit 629 Einwohnern (Stand: 1. Januar 2022) im Département Rhône in der Region Auvergne-Rhône-Alpes. Sie gehört zum Arrondissement Villefranche-sur-Saône und zum Kanton Anse. Die Einwohner heißen Ambarrois. Umgeben wird Ambérieux von Saint-Bernard (im Département Ain) im Norden, Trévoux (im Département Ain) im Nordosten, Quincieux im Osten, Lucenay im Südosten und Anse  im Westen.

## Bevölkerungsentwicklung
| Jahr                       | 1962 | 1968 | 1975 | 1982 | 1990 | 1999 | 2006 | 2012 |
| Einwohner                  | 224  | 320  | 326  | 307  | 378  | 427  | 527  | 552  |
| Quellen: Cassini und INSEE |      |      |      |      |      |      |      |      |